# Phoneyusa gracilipes
Phoneyusa gracilipes là một loài nhện trong họ Theraphosidae.
Loài này thuộc chi Phoneyusa. Phoneyusa gracilipes được Eugène Simon miêu tả năm 1889.